# یلتسوفکا (شهرستان شیپونوفسکی، سرزمین آلتای)
یلتسوفکا (به لاتین: Yeltsovka) یک منطقهٔ مسکونی در روسیه است که در سرزمین آلتای واقع شده‌است.